# World Club Challenge 1992
El World Club Challenge de 1992 fue la quinta edición del torneo de rugby league más importante de clubes a nivel mundial.

## Formato
Se enfrentan los campeones del año de las dos ligas más importantes de rugby league del mundo, la National Rugby League y la Super League.

## Participantes
| Liga                       | Ganador          |
| -------------------------- | ---------------- |
| National Rugby League 1992 | Brisbane Broncos |
| RFL Championship 1991-92   | Wigan Warriors   |

## Encuentro
| 30 de octubre | Wigan Warriors | 8 - 22 | Brisbane Broncos | Central Park, Wigan             |  |
|               |                |        |                  | Asistencia: 17 764 espectadores |  |

| Bandera de Australia     |
| Campeón Brisbane Broncos |
| Primer título            |